# Boarhills
Boarhills ist ein Weiler in der Region East Neuk der schottischen Council Area Fife. Er liegt etwa fünf Kilometer südöstlich von St Andrews und neun Kilometer nördlich von Anstruther nahe der Mündung des Kenly Waters in die Nordsee.

## Geschichte
Nordwestlich von Boarhills belegt das Kittock’s Den Souterrain sowie ein vermutlich eisenzeitliches Promontory Fort die frühe Besiedlung der Umgebung. Im späten 18. Jahrhundert wurde am Südrand des Weilers die Villa Kenly Green House errichtet. Das Alte Schulhaus von Boarshill stammt aus dem Jahre 1815. Die neogotische Boarhills Parish Church stammt aus den 1860er Jahren. Als Teil der Verteidigungslinie entlang der Nordseeküste wurden auch bei Boarhills zu Zeiten des Zweiten Weltkriegs Pillboxbunker errichtet, die heute Denkmalschutz genießen.
Zwischen 1961 und 2001 sank die Einwohnerzahl Boarhills’ von 128 auf 80.

## Verkehr
Boarhills liegt abseits der Küstenstraße A917 (St Andrews–Upper Largo) und besitzt somit Anschluss an eine Fernverkehrsstraße. Die Straße verläuft über die im Jahre 1793 errichtete Bogenbrücke Kenly Bridge.
Mit der Fife Coast Railway kam 1883 die Eisenbahn in Boarhills an. Der örtliche Bahnhof wurde jedoch mitsamt der Strecke im Jahre 1965 aufgelassen.